# Contea di Chasŏng
Chasŏng (자성군?, 慈城郡?, Chasŏng-kunLR) è una contea della provincia nordcoreana del Chagang.